# Lee Jae-yong
Pour les articles homonymes, voir Lee Jae-yong (homonymie) et Lee.
Dans ce nom coréen, le nom de famille, Lee, précède le nom personnel.
Lee Jae-yong (hangeul : 이재용) ou E J-yong, né le 5 septembre 1966 à Daejeon, est un réalisateur et scénariste sud-coréen.

## Filmographie

### En tant que réalisateur
- 1998 : Jeongsa (정사)
- 2000 : Asako in Ruby Shoes (Sunaebo)
- 2003 : Untold Scandal (스캔들 - 조선남녀상열지사, Seu-kaen-deul - Jo-seon-nam-nyeo-sang-yeol-ji-sa)
- 2006 : Dasepo Naughty Girls (다세포 소녀,  Dasepo sonyo)
- 2009 : Actresses (여배우들, Yeobaeudeul)
- 2013 : Behind the Camera (Dwitdamhwa, gamdokyi micheotseoyo)
- 2014 : My Brilliant Life (두근두근 내 인생, Dugeun Dugeun Nae Insaeng)
- 2016 : The Bacchus Lady (죽여주는 여자, The Killer Woman)